# Station Lawrence Hill
Lawrence Hill is een spoorwegstation van National Rail in Bristol, Bristol in Engeland. Het station is eigendom van Network Rail en wordt beheerd door Great Western Railway. Het station is geopend in 2008.